# 王谢长达
王谢长达（1848年—1934年），字铭才，女，祖籍安徽，生于江苏吴县，中国近代妇女运动领袖。苏州振华女校创办者。

## 家族
丈夫王颂蔚。子女王季烈、王季同等。